# 2016 en Océanie
Chronologie de l’Océanie
- 2012
- 2013
- 2014
- 2015
- 2016
- 2017
- 2018
- 2019
- 2020

Cet article concerne les événements thématiques qui se sont produits durant l'année 2016 en Océanie.

## Politique

### Élections
| |  |  |
| Le choix soumis aux citoyens néo-zélandais en mars : conserver le drapeau national existant (g.), ou changer de drapeau (d.). |  |  |

- 7 janvier : second tour des élections législatives aux Kiribati. Le Boutokaan te koaua, parti au pouvoir, conserve une majorité des sièges.
- 22 janvier : Élections législatives au Vanuatu. Élections anticipées, provoquées par la dissolution du Parlement en novembre 2015 à la suite de la condamnation de quinze députés pour corruption. Charlot Salwai (parti RMC, centre-droit, francophone) est élu Premier ministre par les députés, à la tête d'un large gouvernement de coalition.
- 4 mars : Élections législatives aux Samoa. Le Parti pour la protection des droits de l'homme (conservateur, au pouvoir depuis 1988) remporte la quasi-totalité des sièges. Sailele Malielegaoi demeure premier ministre.
- 9 mars : Élection présidentielle aux Kiribati. Taneti Maamau (parti Tobwaan Kiribati) est élu avec 60 % des voix, devant deux candidats du parti au pouvoir, le BTK.
- 3 au 24 mars : Référendum en Nouvelle-Zélande sur le drapeau national (par voie postale). Les Néo-Zélandais votent à 56,6 % pour conserver le drapeau existant, qui inclut l'Union Jack britannique.
- 2 juillet : Élections législatives en Australie. La Coalition (union de partis de droite et de centre-droit) perd sa majorité absolue des sièges à la Chambre des représentants, mais y conserve une majorité relative. Malcolm Turnbull demeure premier ministre.
- 9 juillet : Élections législatives à Nauru. Le gouvernement sortant accroît sa majorité absolue des sièges, dans un contexte controversé. Baron Waqa demeure président de la République.
- 1er novembre : Élections législatives et présidentielle aux Palaos. Tommy Remengesau est réélu président de la République avec 51,3 % des voix.
- 8 novembre : Élection du gouverneur aux Samoa américaines. Lolo Matalasi Moliga (sans étiquette mais proche du Parti démocrate) est réélu avec 60,2 % des voix, face à deux autres candidats.

### Événements

#### Politique intérieure

Au mois d'août, le gouvernement fidjien renonce à son projet de changer le drapeau national.

- 26 janvier : Le parlement des îles Marshall, où aucune faction n'a de majorité claire, démet le président de la République Casten Nemra, deux semaines seulement après sa prise de fonction. Le lendemain, le parlement élit Hilda Heine à sa succession. Elle est la première femme chef de l'État dans ce pays, et la première femme présidente d'un État océanien[1].
- 11 mars : Le parlement de Nouvelle-Zélande adopte à l'unanimité une interdiction des contrats zéro heure[2].
- 23 mai : Peter O'Neill, premier ministre de Papouasie-Nouvelle-Guinée, publie une réponse détaillée aux étudiants de l'université de Papouasie-Nouvelle-Guinée, de l'Université de technologie à Lae et de l'Université de Goroka, qui exigent son départ. Les étudiants boycottent massivement les cours depuis plus de deux semaines, car le premier ministre refuse de se soumettre à un mandat d'arrêt pour soupçon de corruption. Dans sa réponse, O'Neill indique qu'il ne démissionnera pas[3]. Le 31 mai, quelque 250 étudiants, et autant d'autres citoyens, s'assemblent paisiblement devant le Parlement pour protester contre ce refus[4]. Le 8 juin, la police ouvre le feu sur une manifestation étudiante, après des jets de pierres contre la police par des étudiants[5]. Vingt-trois manifestants sont blessés, dont quatre grièvement, et plusieurs policiers sont également blessés. À la demande de l'Université de Papouasie-Nouvelle-Guinée, un tribunal au lendemain de ces événements interdit toute nouvelle manifestation étudiante, et ordonne aux étudiants de retourner en cours[6]. Le 15 juin, une rixe éclate à l'Université de Goroka entre étudiants qui souhaitent reprendre les cours et ceux qui souhaitent poursuivre le boycott. Une cinquantaine d'étudiants sont hospitalisés, certains blessés au couteau[7]. Le 23 juin des véhicules du service de sécurité de l'Université de Papouasie-Nouvelle-Guinée sont incendiés, suivis d'un bâtiment de l'université le 25 juin ; quatre personnes sont arrêtées[8]. Le 26 juin, un groupe d'assaillants armés de couteaux tuent un étudiant sur le campus de l'Université de technologie à Lae, et incendient plusieurs bâtiments[9].
- 27 mai : Le gouvernement nauruan introduit d'importantes réformes à son code pénal. Le nouveau code abolit formellement la peine de mort (qui en pratique n'a jamais été appliquée), ainsi que les peines de travaux forcés ; pénalise le viol conjugal ; dépénalise l'homosexualité et le suicide ; et accroît les peines pour agressions sexuelles. L'avortement (pour raisons autres que médicales) demeure illégal[10].
- 24 juin : Aux Fidji, le parti Sodelpa (droite) choisit Sitiveni Rabuka, auteur de deux coups d'État militaires en 1987, pour succéder à Ro Teimumu Kepa comme chef du parti. Teimumu Kepa exprime son désaccord avec ce choix, et plusieurs cadres du parti démissionnent pour protester contre Rabuka[11].
- 16 juin : Jean-Paul Tuaiva, député de la troisième circonscription de la Polynésie française à l'Assemblée nationale française, est condamné à deux ans de prison avec sursis et cinq ans d'inéligibilité pour détournement de fonds publics. Il fait appel, ce qui lui permet de terminer son mandat[12].
- 11 juillet : Roland Kun, ancien député d'opposition nauruan, interdit de sortie du territoire nauruan depuis un an pour avoir critiqué le gouvernement auprès de médias étrangers, parvient enfin à quitter Nauru, la Nouvelle-Zélande lui ayant accordé la citoyenneté néo-zélandaise et lui ayant fait parvenir un passeport. Il se présente à la dernière minute à l'aéroport international de Nauru, afin de ne pas être à nouveau débarqué de l'avion (comme il l'avait été en 2015), et rejoint ainsi sa famille en Nouvelle-Zélande[13].
- 11 juillet : Les anciens premiers ministres Sir Michael Somare and Sir Mekere Morauta appellent le premier ministre de Papouasie-Nouvelle-Guinée Peter O'Neill à démissionner. Ils l'accusent d'atteinte à la démocratie et de mépris de l'État de droit. Peter O'Neill est sous le coup d'un mandat d'arrêt pour soupçon de corruption, que la police n'a pas été autorisée à appliquer[14].
- 21 juillet : Teina Bishop, chef de l'opposition parlementaire aux îles Cook, est reconnu coupable de corruption par la Haute cour[15]. Les députés d'opposition choisissent Rose Brown pour lui succéder à leur tête. Elle devient la première femme à occuper le poste de chef de l'opposition parlementaire aux îles Cook[16].
- 9 août : Le quotidien britannique The Guardian publie un dossier de 8 000 pages de rapports affirmant l'existence de violences systématiques à l'encontre des détenus dans le camp de détention australien de demandeurs d'asile à Nauru. Amnesty International demande la fermeture du camp[17]. Les gouvernements australien et nauruan répondent que le rapport contient de nombreux mensonges[18].
- 18 août : Après la médaille d'or remportée par l'équipe masculine de rugby à sept aux Jeux olympiques d'été de 2016 à Rio de Janeiro, et l'engouement qui en résulte aux Fidji, le gouvernement fidjien renonce à changer le drapeau national[19],[20].
- fin août : Le gouvernement nauruan annule les passeports de plusieurs figures de l'opposition, les empêchant ainsi de quitter le pays. Parmi les personnalités affectées se trouve l'ancien président Sprent Dabwido, qui était sur le point de se rendre en Australie pour raisons médicales[21].
- 18 novembre : Ati Wobiro, le gouverneur de la Province orientale de Papouasie-Nouvelle-Guinée, est condamné à dix ans de prison pour corruption[22].
- 12 décembre : Le Premier ministre néo-zélandais John Key démissionne après huit ans au pouvoir, pour se consacrer davantage à sa famille. Le vice-Premier ministre Bill English lui succède[23].
- 20 décembre : Le premier ministre Tuilaepa Sailele Malielegaoi introduit au Parlement une proposition d'amendement constitutionnel pour faire du christianisme (sans dénomination particulière) la religion d'État aux Samoa[24].

#### Diplomatie et relations internationales
- 4 février : À Auckland, l'Australie et la Nouvelle-Zélande signent l'Accord de partenariat transpacifique avec dix autres États en bordure de l'océan Pacifique, dont les États-Unis et le Japon. L'Accord doit encore être ratifié par chacun des États signataires[25].
- 7 mars : Le gouvernement de Nauru interdit à tout citoyen d'Australie ou de Nouvelle-Zélande de visiter le pays, à moins d'une lettre d'un citoyen nauruan se portant garant de leur bonne conduite. La décision intervient alors que le gouvernement tente d'empêcher tout accès de journalistes étrangers ou d'organisations des droits de l'homme au centre de détention de migrants sur l'île[26].
- 5 avril : Helen Clark, ancienne première ministre de Nouvelle-Zélande, se porte candidate au poste de secrétaire général des Nations unies. Elle propose notamment que l'Allemagne, le Brésil, l'Inde, le Japon, et potentiellement deux États africains à déterminer, puissent devenir membres permanents du Conseil de sécurité[27].
- 13 avril : Nauru devient le 189e État membre du Fonds monétaire international[28].
- 26 avril : La Cour suprême de Papouasie-Nouvelle-Guinée juge illégal le centre australien de détention de migrants sur l'île de Manus, et ordonne au gouvernement de Papouasie-Nouvelle-Guinée de le fermer dans les plus brefs délais. La Cour juge ce centre contraire au droit à la dignité humaine protégé par la Constitution[29].
- 13 juin : Le diplomate fidjien Peter Thomson est élu président de l'Assemblée générale des Nations unies, pour un mandat débutant en septembre[30].
- 26 août : Les représentants de quinze États océaniens (tous les pays de la région sauf la Papouasie-Nouvelle-Guinée, qui s'est retirée du processus) signent à Christchurch l'accord de libre-échange régional PACER Plus[31].
- septembre : La Nouvelle-Zélande prend la présidence du Conseil de sécurité des Nations unies, pour une durée d'un mois. Elle fait de la guerre civile syrienne l'enjeu prioritaire pour le Conseil[32].
- 10 septembre : La Nouvelle-Calédonie et la Polynésie française sont admises comme membres à part entière du Forum des îles du Pacifique[33].
- 23 décembre : Israël suspend ses relations diplomatiques avec la Nouvelle-Zélande, celle-ci étant co-auteure de la résolution 2334 du Conseil de sécurité des Nations unies qui condamne la construction illégale par Israël de logements pour colons dans les territoires occupés en Palestine[34].

### Gouvernements
- Australie
  - reine : Élisabeth II d'Australie

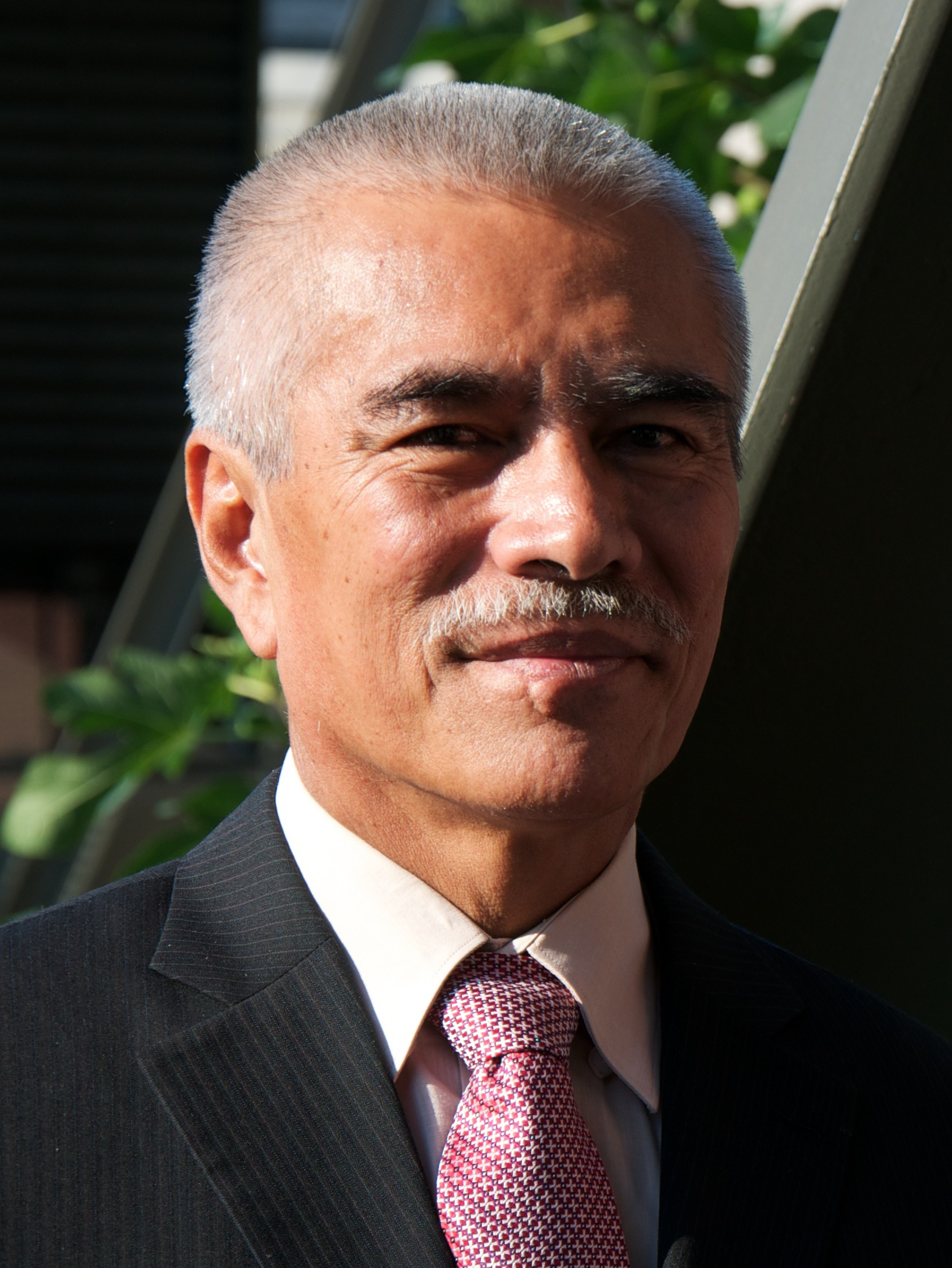
Le troisième et dernier mandat d'Anote Tong comme Président des Kiribati s'achève en mars 2016.

  - gouverneur-général : Peter Cosgrove
  - premier ministre : Malcolm Turnbull
- Îles Cook
  - reine : Élisabeth II de Nouvelle-Zélande
  - représentant de la reine : Tom Marsters
  - premier ministre : Henry Puna
- Fidji
  - président : Jioji Konrote
  - premier ministre : Frank Bainimarama
- Kiribati
  - président : Anote Tong (jusqu'au 11 mars, puis) Taneti Maamau
- Îles Marshall
  - président : Christopher Loeak (jusqu'au 11 janvier, puis) Casten Nemra (jusqu'au 26 janvier, puis) Hilda Heine
- États fédérés de Micronésie
  - président : Peter Christian
- Nauru
  - président : Baron Waqa
- Niué
  - reine : Élisabeth II de Nouvelle-Zélande
  - premier ministre : Toke Talagi
- Nouvelle-Zélande
  - reine : Élisabeth II de Nouvelle-Zélande
  - gouverneur général : Jerry Mateparae (jusqu'au 28 septembre, puis) Patsy Reddy
  - premier ministre : John Key (jusqu'au 12 décembre, puis) Bill English
- Palaos
  - président : Tommy Remengesau
- Papouasie-Nouvelle-Guinée
  - reine : Élisabeth II de Papouasie-Nouvelle-Guinée
  - gouverneur général : Michael Ogio
  - premier ministre : Peter O'Neill
- Îles Salomon
  - reine : Élisabeth II des Îles Salomon
  - gouverneur général : Frank Kabui
  - premier ministre : Manasseh Sogavare
- Samoa
  - O le Ao O le Malo : Tupua Tamasese Tupuola Tufuga Efi
  - premier ministre : Tuilaepa Sailele Malielegaoi
- Tonga
  - roi : Tupou VI
  - premier ministre : ʻAkilisi Pohiva
- Tuvalu
  - reine : Élisabeth II des Tuvalu
  - gouverneur général : Iakoba Italeli
  - premier ministre : Enele Sopoaga
- Vanuatu
  - président : Baldwin Lonsdale
  - premier ministre : Sato Kilman (jusqu'au 11 février, puis) Charlot Salwai

## Environnement

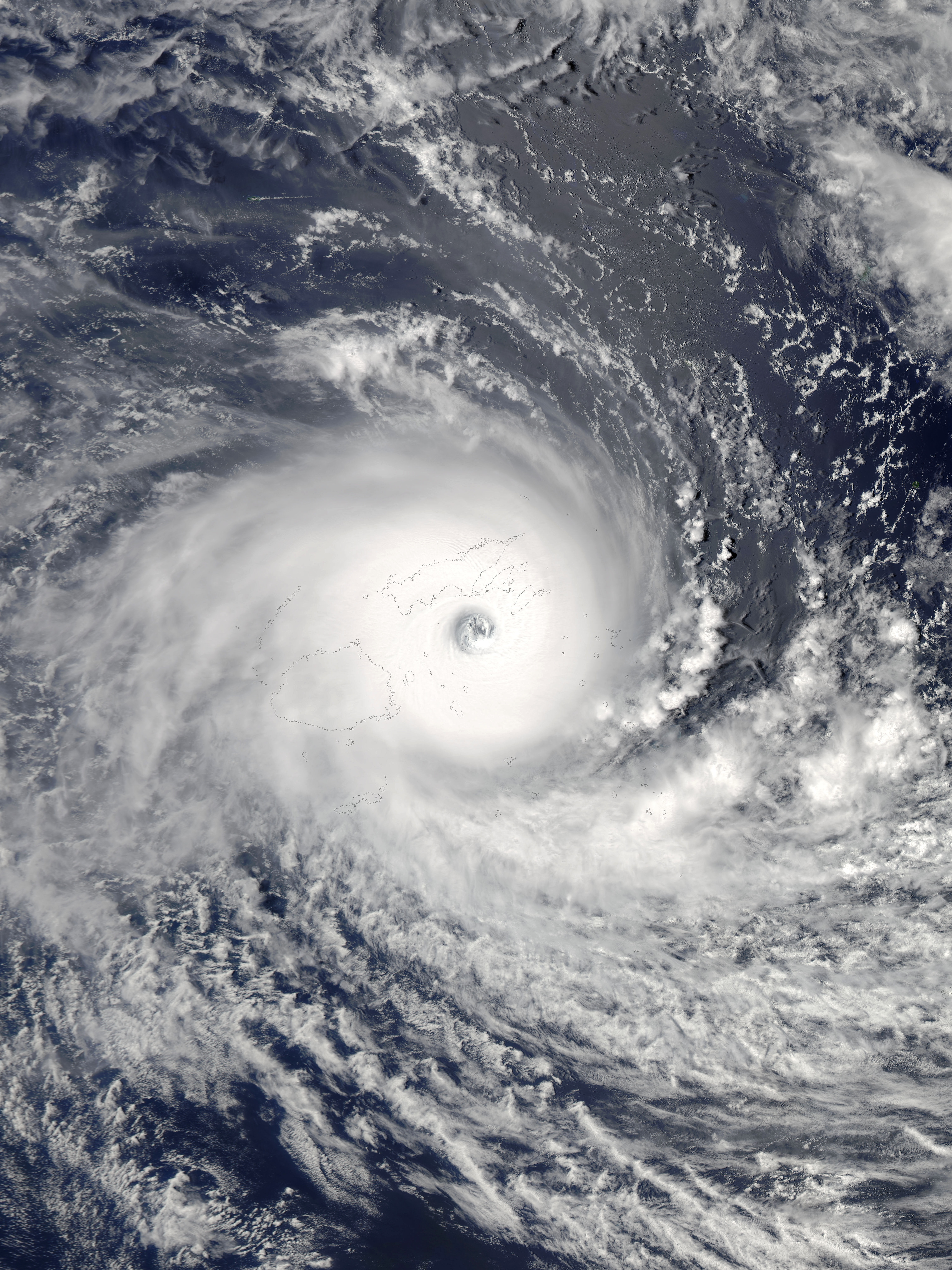
Position du cyclone Winston le 20 février 2016. C'est le plus puissant cyclone à avoir jamais frappé les îles Fidji (de mémoire humaine).

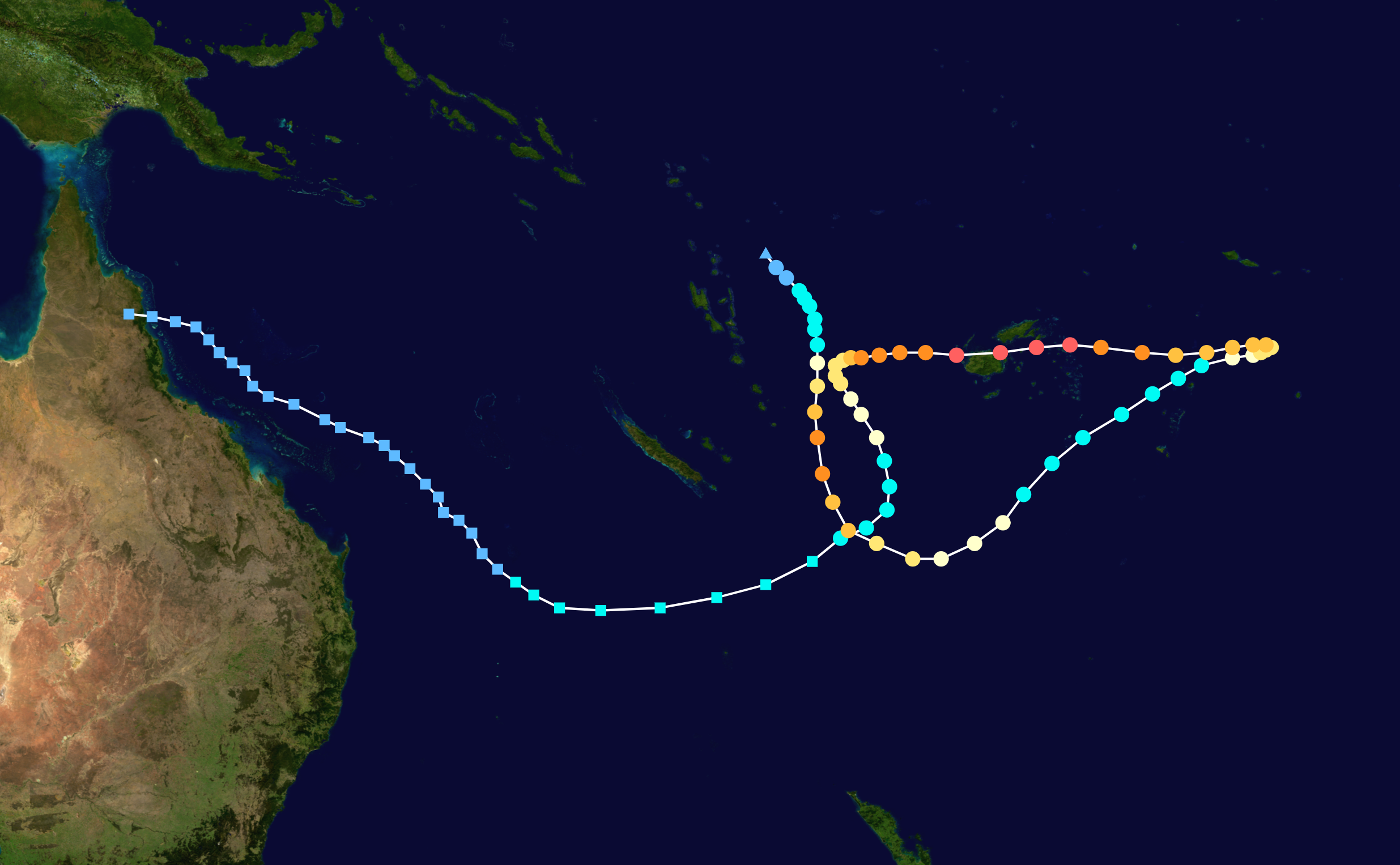
Le chemin parcouru par le cyclone Winston en février. Les quatre points rouges (intensité maximale) correspondent à son passage aux Fidji.

- 2 janvier : Le cyclone Ula frappe les Tonga, « avec des vents pouvant aller jusqu’à 200 km/h ». L'état d'urgence est décrété[35].
- 8 janvier : Un « gigantesque » feu de brousse sévit dans le comté de Waroona en Australie-Occidentale, détruisant une centaine de maisons dans la ville de Yarloop[36].
- 21 février : Le cyclone Winston (en) atteint l'île de Viti Levu, principale île des Fidji, avec des vents de plus de 320 km/h et des vagues montant jusqu'à douze mètres. C'est le plus puissant cyclone de l'histoire moderne du pays. Le gouvernement a mis en place un couvre-feu et prévu des centres d'évacuation[37]. Le cyclone fait quarante-deux morts, provoque des inondations, détruit de nombreux bâtiments et prive de nombreuses personnes d'eau et d'électricité[38],[39],[40]. Des dizaines de milliers de personnes ont perdu leur foyer, et sont dans des centres d'accueil, ou bien relogées par des membres de leur famille[41].
- 31 août : Le président américain Barack Obama quadruple la taille de la réserve de Papahanaumokuakea à Hawaii, qui devient ainsi la plus grande réserve naturelle maritime au monde[42].
- 28 septembre : La totalité de l'Australie-Méridionale est privée d'électricité par les effete de la plus violent tempête depuis un demi-siècle[43].
- 14 novembre : Un tremblement de terre de magnitude 7,8 frappe le village de Culverden et ses environs dans l'Île du Sud en Nouvelle-Zélande, faisant deux morts[44]. Il crée une faille sur près de 200 km de territoire, et pousse certaines parties de l'Île du Sud cinq mètres plus près de l'Île du Nord[45].
- 19 novembre : Les Fidji sont choisies pour présider la COP23 (Convention-cadre des Nations unies sur les changements climatiques) qui se déroulera à Bonn, en Allemagne, en 2017[46].

## Sport
- 11 juin : La Nouvelle-Zélande remporte la Coupe d'Océanie de football 2016. Elle bat la Papouasie-Nouvelle-Guinée (pays hôte) en finale, 0-0 puis 4-2 aux tirs au but. Elle se qualifie ainsi pour la Coupe des confédérations 2017 en Russie[47].

- 5 au 21 août : Les nations océaniennes participent aux Jeux olympiques d'été de 2016 à Rio de Janeiro.

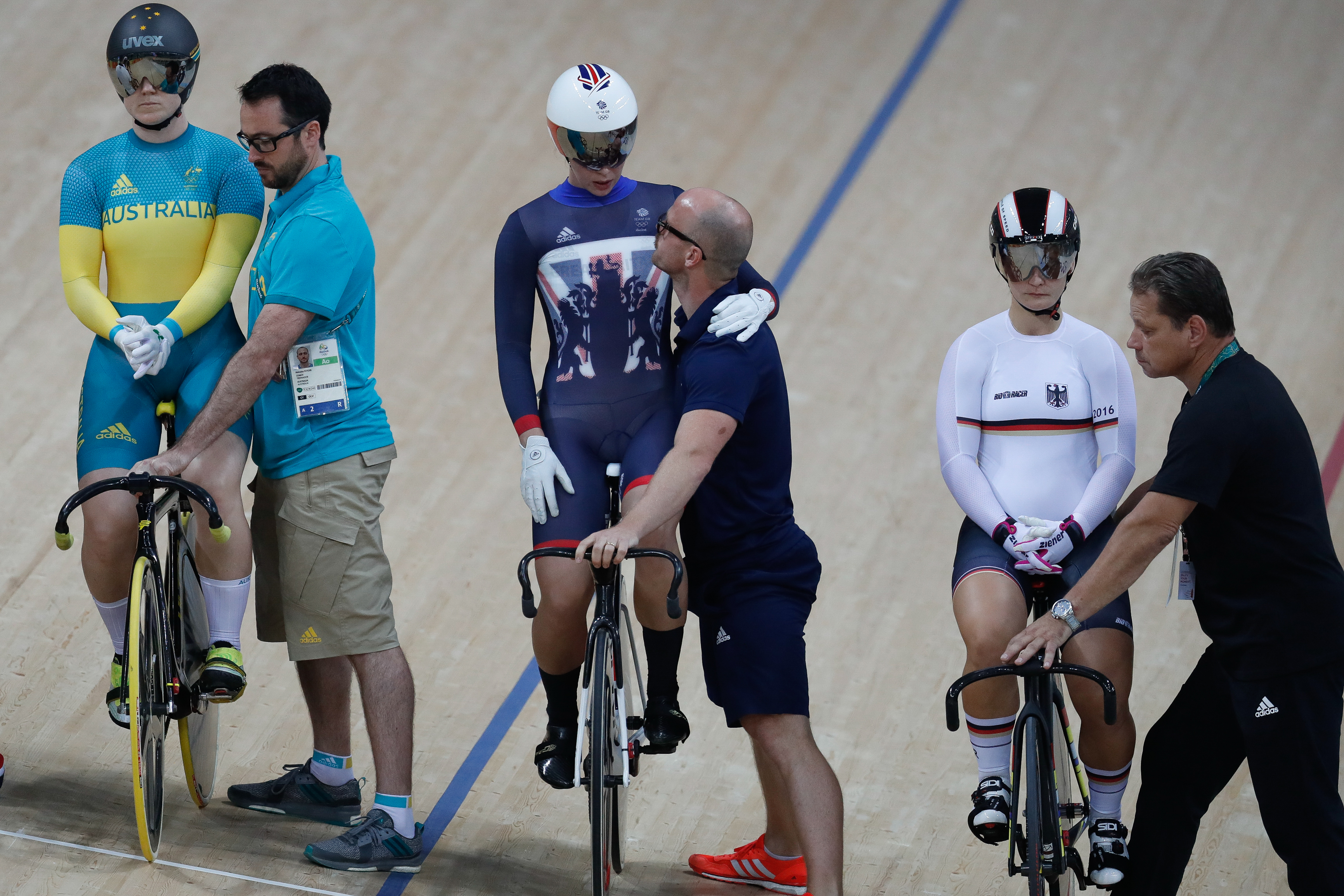
Jeux olympiques : La cycliste et porte-drapeau australienne Anna Meares (à gauche), lors de l'épreuve du keirin féminin, pour laquelle elle remporte la médaille de bronze.

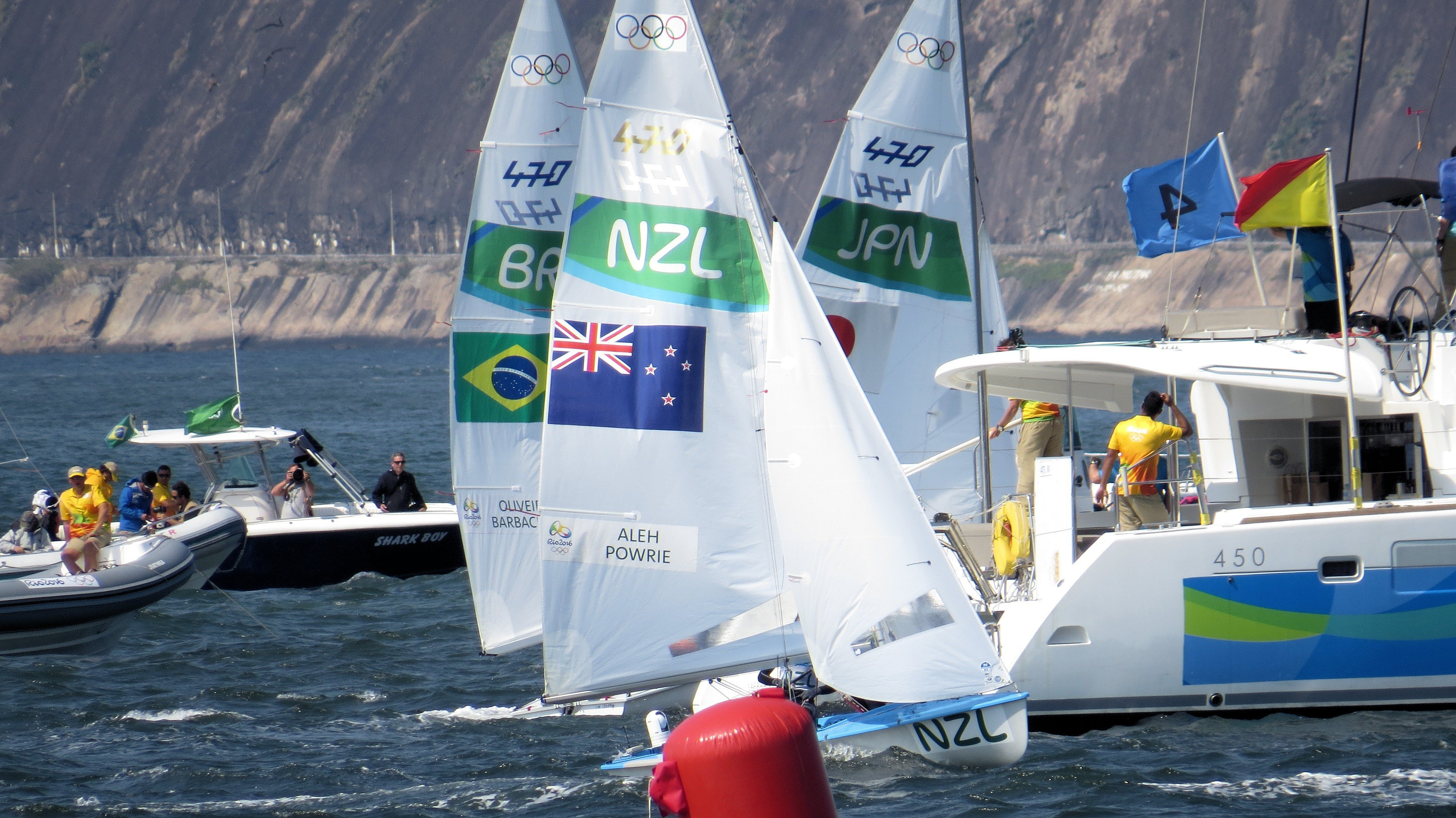
Jeux olympiques : Les Néo-Zélandaises Jo Aleh et Polly Powrie lors de l'épreuve de voile du 470 féminin, pour laquelle elles remportent la médaille d'argent.

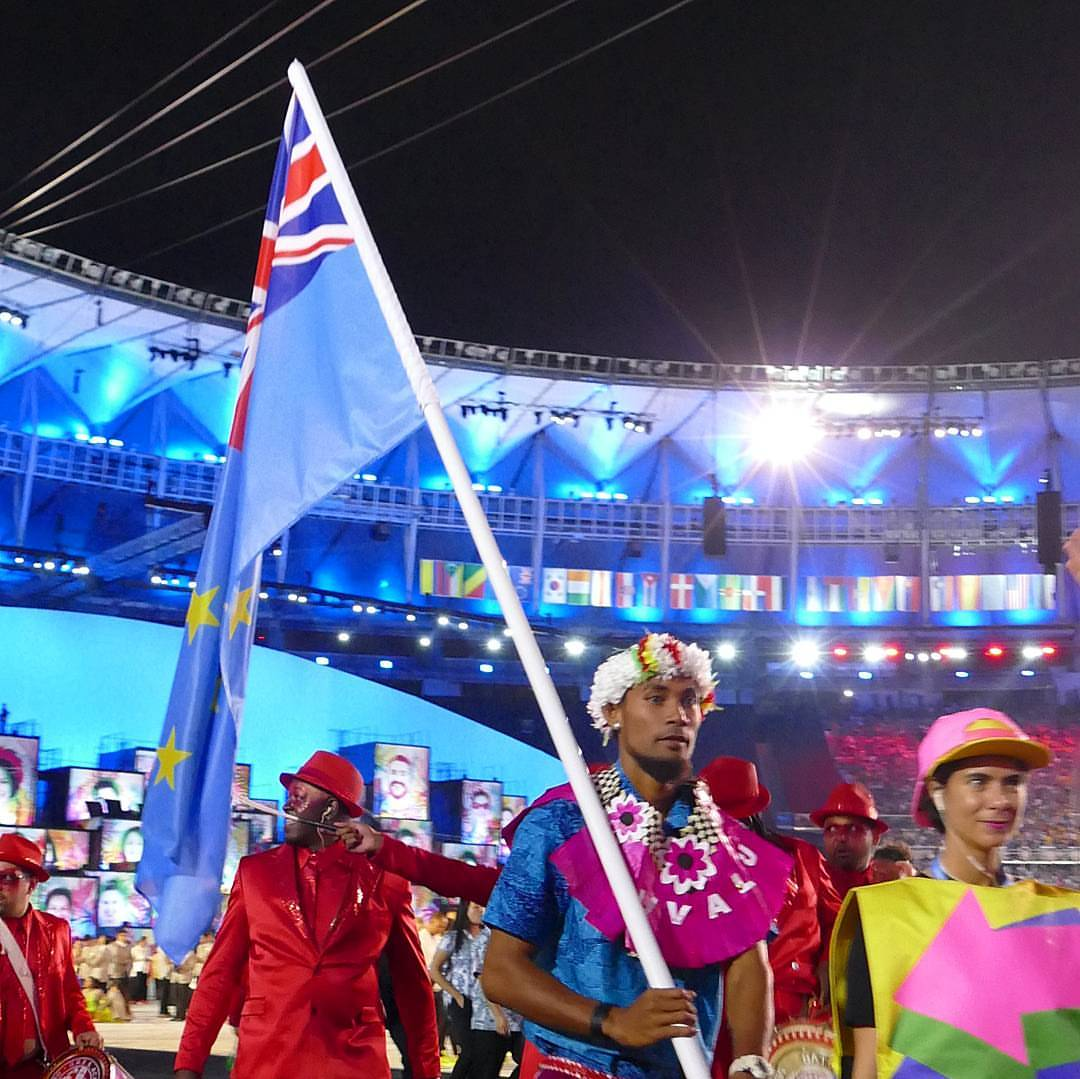
Jeux olympiques : Le sprinteur Etimoni Timuani portant le drapeau de la délégation tuvaluane lors de la cérémonie d'ouverture.

Articles détaillés :
- Australie
- Îles Cook
- Fidji
- Guam
- Kiribati
- Îles Marshall
- Micronésie
- Nauru
- Nouvelle-Zélande
- Palaos
- Papouasie-Nouvelle-Guinée
- Îles Salomon
- Samoa
- Samoa américaines
- Tonga
- Tuvalu
- Vanuatu

 Médailles d'or :
| Pays             | Athlète(s)                                                                | Sport        | Discipline                | Remarques                                      |
| Australie        | Mack Horton                                                               | Natation     | 400 m nage libre hommes   |                                                |
| Australie        | Bronte Campbell Cate Campbell Brittany Elmslie Emma McKeon Madison Wilson | Natation     | 4x100 m nage libre femmes | nouveau record du monde : 3 min 30 s 65        |
| Australie        | Kyle Chalmers                                                             | Natation     | 100 m nage libre hommes   |                                                |
| Australie        | équipe                                                                    | Rugby à sept | tournoi féminin           |                                                |
| Australie        | Catherine Skinner                                                         | Tir          | Trap femmes               |                                                |
| Australie        | Kim Brennan                                                               | Aviron       | Skiff femmes              |                                                |
| Australie        | Chloe Esposito                                                            | Pentathlon   | Compétition féminine      | nouveau record olympique : 1 372 points        |
| Australie        | Tom Burton                                                                | Voile        | Laser standard hommes     |                                                |
| Fidji            | équipe                                                                    | Rugby à sept | tournoi masculin          | 1re médaille olympique de l'histoire des Fidji |
| Nouvelle-Zélande | Eric Murray Hamish Bond                                                   | Aviron       | Deux sans barreur hommes  |                                                |
| Nouvelle-Zélande | Mahé Drysdale                                                             | Aviron       | Skiff hommes              |                                                |
| Nouvelle-Zélande | Lisa Carrington                                                           | Canoë-kayak  | K1 200 m femmes           |                                                |
| Nouvelle-Zélande | Peter Burling Blair Tuke                                                  | Voile        | 49er hommes               |                                                |

Médailles et classement :
| Rang  | Nation           | Or | Argent | Bronze | Total |
| ----- | ---------------- | -- | ------ | ------ | ----- |
| 10    | Australie        | 8  | 11     | 10     | 29    |
| 19    | Nouvelle-Zélande | 4  | 9      | 5      | 18    |
| 54    | Fidji            | 1  | 0      | 0      | 1     |
| Total | Total            | 13 | 20     | 15     | 48    |

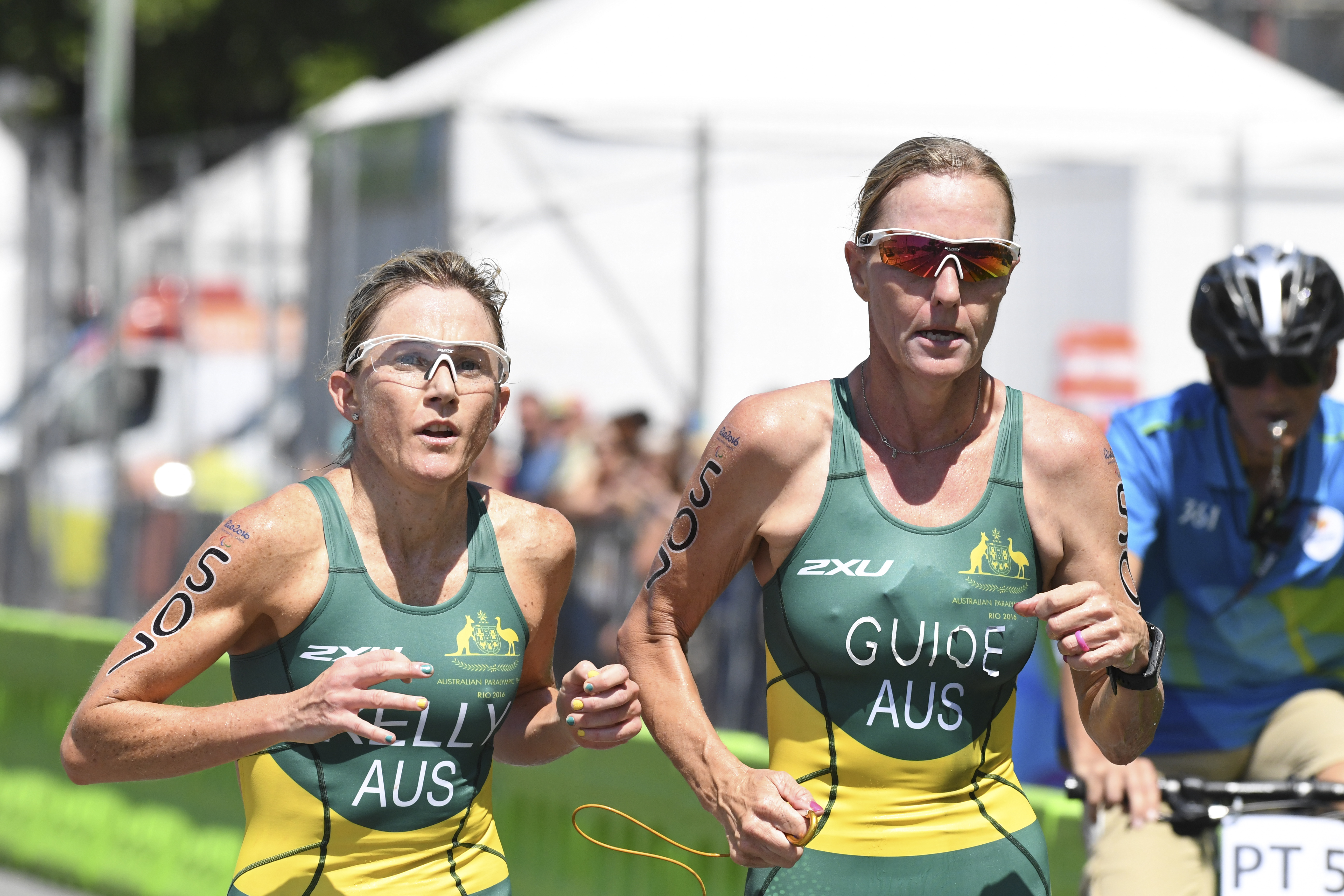
Jeux paralympiques : l'Australienne Katie Kelly et sa guide Michellie Jones lors du triathlon catégorie PT5, où elles remportent la médaille d'or.

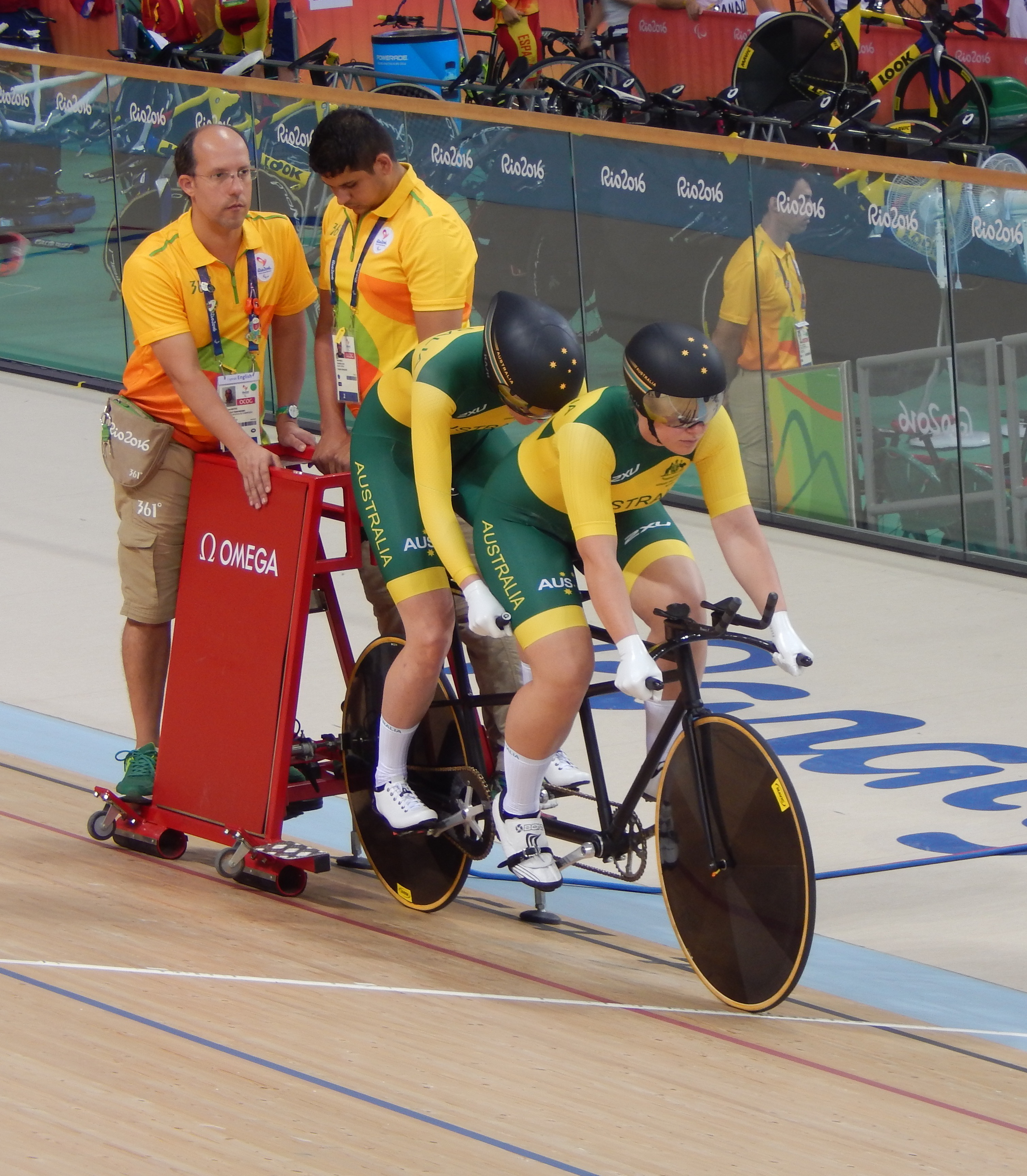
Jeux paralympiques : l'Australienne Jessica Gallagher et sa guide Madison Janssen au départ du 1 000 mètres contre la montre catégorie B, où elles remportent la médaille de bronze.

- 7 au 18 septembre : Participation des nations océaniennes aux Jeux paralympiques d'été de 2016 à Rio de Janeiro.

Articles détaillés :
- Australie
- Fidji
- Nouvelle-Zélande
- Papouasie-Nouvelle-Guinée
- Samoa
- Tonga

Médailles et classement :
| Rang  | Nation           | Or | Argent | Bronze | Total |
| ----- | ---------------- | -- | ------ | ------ | ----- |
| 5     | Australie        | 22 | 30     | 29     | 81    |
| 13    | Nouvelle-Zélande | 9  | 5      | 7      | 21    |
| Total | Total            | 31 | 35     | 36     | 102   |

- 28 octobre au 16 novembre : La Papouasie-Nouvelle-Guinée accueille la Coupe du monde féminine de football des moins de 20 ans 2016. Le pays hôte est éliminé au premier tour, tout comme la Nouvelle-Zélande, seule autre nation océanienne qualifiée.

## Autres événements marquants
- 7 mars : Un homme ouvre le feu dans une zone industrielle à Sydney, tuant un homme et en blessant deux autres avant de se suicider[48].
- 15 juillet : Le centre cérémoniel de Nan Madol aux États fédérés de Micronésie, datant du XIIIe au XVe siècle, est inscrit au patrimoine mondial par l'UNESCO[49].
- 28 décembre : Les forces armées sont déployées dans la province de Hela, en Papouasie-Nouvelle-Guinée, pour désarmer des tribus ennemies après une flambée de violence[50].

## Décès
- 16 janvier : Heather Lini, ancienne procureur de la république de Vanuatu, épouse de l'ancien président Kalkot Mataskelekele et sœur de l'ancien premier ministre et père de l'indépendance Walter Lini[51].
- 23 février : Havo Molisale, vice-président du Parlement de Vanuatu (en exercice)[52].
- 25 février : Sir Peter Kenilorea (né le 19 mai 1943), premier premier ministre des Salomon (1978-1981 et 1984-1986), à la suite d'une maladie[53].
- 3 mars : Martin Crowe (né le 22 septembre 1962), ancien capitaine des Black Caps, l'équipe de Nouvelle-Zélande de cricket ; mort à 53 ans d'un cancer du système lymphatique[54].
- début mars : Faole Bokoi, supposé être le dernier des « Fuzzy Wuzzy Angels (en), les Papou-Néo-Guinéens qui aidèrent les soldats australiens sur la piste de Kokoda durant la Seconde Guerre mondiale[55].
- 15 mars : Seru Rabeni (né le 27 décembre 1978), joueur de rugby fidjien[56].
- 19 avril : Taniela Tufui, Lord Tufui de Talaheu, juge tongien et lord juridique, à l'âge de 83 ans[57],[58].
- 23 avril : Bill Sevesi (en) (né en 1923), musicien tongien et néo-zélandais[59].
- 8 juillet : Jeffrey Nape, président du Parlement national de Papouasie-Nouvelle-Guinée de 2004 et 2012 et deux fois gouverneur général par intérim[60].
- 15 juillet : Frank Barnett (âgé de 82 ans), gouverneur des Samoa américaines de 1975 à 1977[61].
- 22 août : Elisala Pita (en), ministre tuvaluan des Travaux publics et des ressources naturelles (en exercice)[62].
- 29 septembre : Ratu Joni Madraiwiwi (né en 1957), grand chef fidjien, vice-président de la République des Fidji de 2004 à 2006 et Juge en chef de Nauru depuis 2014[63].
- 11 octobre : Teatao Teannaki (né en 1936), président du Parlement des Kiribati en exercice, ancien président de la République de 1991 à 1994[64].
- 9 décembre : Valdon Dowiyogo, ministre nauruan des Transports et de la Santé, en exercice ; mort à  48 ans d'une insuffisance rénale[65],[66].
- 14 décembre : Leiataualesa Vaiao John Alailima, ancien ministre de la Justice samoan, à l'âge de 95 ans[67].

## Annexe